# Nova Módica
Pour les articles homonymes, voir Modica (homonymie).
Nova Módica est une municipalité brésilienne de l'État du Minas Gerais et la microrégion de Governador Valadares.